# Chrysler Executive

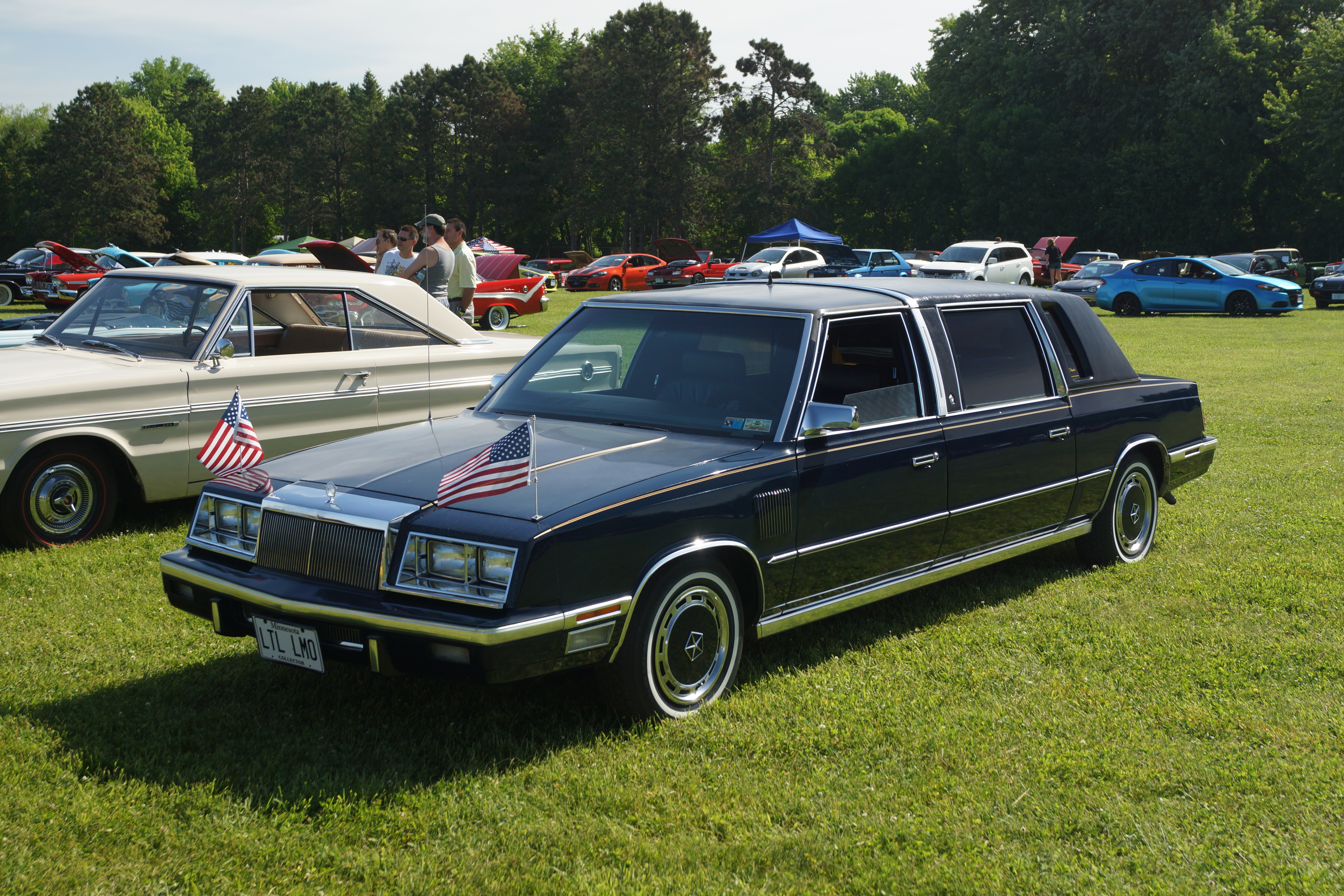
Chrysler Executive version limousine.

La Chrysler Executive était une voiture offerte par le constructeur automobile américain Chrysler de 1983 à 1986. L'Executive était une version allongée de la Chrysler LeBaron destinée au segment de marché, alors en plein essor, des limousines. 
L'Executive et la Series 75 de Cadillac étaient les seuls modèles de limousine d'usine offertes au milieu des années 1980. Les deux prototypes originaux de la Chrysler Executive de 1982 étaient finis en rouge foncé avec des dessus en vinyle assortis et des intérieurs en tissu rouge. Bien que pleinement fonctionnels, ces deux véhicules étaient destinés à un usage promotionnel uniquement et ont été utilisés dans divers salons automobiles.

## Histoire
Toutes les Executive été construites par le spécialiste de la conversion ASC près de St. Louis, Missouri, et commencé comme coupés LeBaron standard. Des portes avant standard (des berlines LeBaron) ont été utilisées, tandis que les portes arrière été fabriquées individuellement en utilisant la moitié arrière de la porte du coupé. Les intérieurs étaient disponibles en tissu ou cuir bleu marine (disponible en supplément) ou en tissu gris poudre. Les intérieurs de 1983 n'étaient disponibles qu'en tissu rembourré "Kimberly" (un velours à poil court), le cuir rembourré était une option commençant en 1984. Des couleurs limitées étaient disponibles pour 1983. Pour 1984 et après, les couleurs extérieures standard étaient le noir, le bleu moyen, le bleu foncé, le blanc, le charbon (abandonné après 1984) et l'argent. Les revêtements de toit en vinyle standard correspondaient à la couleur de la carrosserie, tandis que les panneaux intérieurs étaient tous recouverts de tissu - même si des sièges en cuir étaient commandés.
La puissance venait du moteur quatre cylindres en ligne G54B 2,6 litres de Mitsubishi en 1984 et 1985; pour 1986, le moteur quatre cylindres turbocompressé de 2,2 L de Chrysler a été utilisé. Les deux moteurs n'étaient disponibles qu'avec une boîte automatique à 3 vitesses.
L'Executive Sedan était, simplement, une LeBaron étirée qui avait une console centrale entre les sièges avant. La console contenait des conduits pour les deux bouches de climatisation des sièges arrière. L'Executive Limousine (code d'option A-89) avait une séparation centrale épaisse derrière les sièges avant qui contenait un séparateur en verre avec panneau central électrique coulissant (contrôlé à partir du panneau de commande côté passager), deux sièges d'appoint rembourrés (sans ceintures de sécurité), cinq bouches de climatisation (avec débit contrôlé par un interrupteur sur la porte arrière côté passager), un compartiment de rangement lumineux avec une porte rabattable et une chaîne stéréo AM / FM avec cassette (séparée du système audio du conducteur) contrôlant les quatre haut-parleurs arrière. Au-dessus du verre de séparation se trouvait une unité d'éclairage "module glamour" - avec des plafonniers pour la console, ainsi que des lampes de lecture individuelles pour les deux sièges d'appoint. Une fois les portes arrière fermées, les lampes situées dans cette console suspendue s'éteignaient lentement avant de s'éteindre. Les Executive Sedan avaient une caractéristique d'éclairage similaire, sous la forme d'une petite lampe unique située au-dessus de chaque porte arrière. Les modèles Sedan et Limousine avaient des appuie-tête arrière réglables, repose-pieds à deux positions, lampes de lecture dans le quart arrière et sangles d'aide montées sur le pilier.
Pour 1983, l'Executive utilisée la calandre standard de la LeBaron (comme le montrent également les modèles prototypes de 1982), tandis que les modèles de 1984 et 1985 utilisées une calandre de style cascade légèrement plus vertical (emprunté à la New Yorker) qui comportait un capuchon plus lourd et des extensions chromées étroites passant sous les phares. Les modèles de 1984 et 1985 ont également reçue des feux arrière enveloppants (des modèles LeBaron standard), par rapport au style enveloppe de 1983. Pour la dernière année de l'Executive, les modèles de 1986 utilisée l'extrémité arrière redessinée de la LeBaron, avec des feux arrière et un couvercle de coffre nouveaux. À l'avant, l'Executive utilisait toujours la calandre de la New Yorker, mais les feux de clignotant montés sur les ailes avant ont été supprimés.
Il y avait deux modèles distincts d'Executive sur différents empattements:
- Executive Sedan quatre portes et cinq places sur un empattement de 124 po (1983 et 1984 seulement), et
- Executive Limousine quatre portes et sept places sur un empattement de 131" (années modèles 1983 à 1986).

## Ventes
1700 Chrysler Executive Limousine et Sedan ont été produites, dont deux prototypes de voitures en 1982.
| Production   | Production | Production | Production         |
| Année modèle | Limousine  | Sedan      | Notes              |
| 1982         | 1          | 1          | Prototype          |
| 1983         | 2          | 9          | Production limitée |
| 1984         | 594        | 196        |                    |
| 1985         | 759        |            |                    |
| 1986         | 138        |            |                    |
| Total        | 1,494      | 206        |                    |
| ------------ | ---------- | ---------- | ------------------ |